# Mareil-le-Guyon
Mareil-le-Guyon és un municipi francès, situat al departament d'Yvelines i a la regió d'Illa de França. L'any 2007 tenia 417 habitants.
Forma part del cantó d'Aubergenville, del districte de Rambouillet i de la Comunitat de comunes Cœur d'Yvelines.

## Demografia

### Població
El 2007 la població de fet de Mareil-le-Guyon era de 417 persones. Hi havia 148 famílies, de les quals 24 eren unipersonals (16 homes vivint sols i 8 dones vivint soles), 48 parelles sense fills, 72 parelles amb fills i 4 famílies monoparentals amb fills.
La població ha evolucionat segons el següent gràfic:
Habitants censats

### Habitatges
El 2007 hi havia 155 habitatges, 149 eren l'habitatge principal de la família, 4 eren segones residències i 2 estaven desocupats. 134 eren cases i 21 eren apartaments. Dels 149 habitatges principals, 107 estaven ocupats pels seus propietaris, 36 estaven llogats i ocupats pels llogaters i 6 estaven cedits a títol gratuït; 8 tenien dues cambres, 26 en tenien tres, 14 en tenien quatre i 101 en tenien cinc o més. 131 habitatges disposaven pel capbaix d'una plaça de pàrquing. A 38 habitatges hi havia un automòbil i a 107 n'hi havia dos o més.

### Piràmide de població
La piràmide de població per edats i sexe el 2009 era:
| Homes | Edats   | Dones |
| ----- | ------- | ----- |
| 0     | 95 o +  | 0     |
| 0     | 90 a 94 | 0     |
| 4     | 85 a 89 | 0     |
| 0     | 80 a 84 | 0     |
| 4     | 75 a 79 | 16    |
| 4     | 70 a 74 | 4     |
| 4     | 65 a 69 | 4     |
| 0     | 60 a 64 | 4     |
| 8     | 55 a 59 | 0     |
| 24    | 50 a 54 | 12    |
| 20    | 45 a 49 | 24    |
| 12    | 40 a 44 | 12    |
| 20    | 35 a 39 | 20    |
| 8     | 30 a 34 | 4     |
| 8     | 25 a 29 | 8     |
| 16    | 20 a 24 | 12    |
| 12    | 15 a 19 | 0     |
| 20    | 10 a 14 | 12    |
| 8     | 5 a 9   | 20    |
| 8     | 0 a 4   | 8     |

## Economia
El 2007 la població en edat de treballar era de 289 persones, 222 eren actives i 67 eren inactives. De les 222 persones actives 212 estaven ocupades (117 homes i 95 dones) i 10 estaven aturades (3 homes i 7 dones). De les 67 persones inactives 23 estaven jubilades, 32 estaven estudiant i 12 estaven classificades com a «altres inactius».

### Ingressos
El 2009 a Mareil-le-Guyon hi havia 143 unitats fiscals que integraven 405 persones, la mediana anual d'ingressos fiscals per persona era de 29.045 €.

### Activitats econòmiques
Dels 25 establiments que hi havia el 2007, 1 era d'una empresa de fabricació d'altres productes industrials, 3 d'empreses de construcció, 4 d'empreses de comerç i reparació d'automòbils, 1 d'una empresa de transport, 2 d'empreses d'informació i comunicació, 2 d'empreses financeres, 2 d'empreses immobiliàries i 10 d'empreses de serveis.
Dels 4 establiments de servei als particulars que hi havia el 2009, 1 era un guixaire pintor, 1 lampisteria i 2 agències immobiliàries.
L'únic establiment comercial que hi havia el 2009 era una perfumeria.
L'any 2000 a Mareil-le-Guyon hi havia 6 explotacions agrícoles.

## Equipaments sanitaris i escolars
El 2009 hi havia una escola maternal.

## Poblacions més properes
El següent diagrama mostra les poblacions més properes.